# Normunds Miezis
Normunds Miezis (ur. 11 maja 1971) – łotewski szachista, arcymistrz od 1997 roku.

## Kariera szachowa
Od połowy lat 90. należy do ścisłej czołówki łotewskich szachistów. Pomiędzy 1998 a 2006 rokiem pięciokrotnie wystąpił na szachowych olimpiadach (w tym raz na I szachownicy) oraz trzykrotnie (w latach 1997-2001) w drużynowych mistrzostwach Europy, w roku 1999 zdobywając w Batumi srebrny medal za indywidualny wynik na III szachownicy. W roku 2006 zdobył w Rydze tytuł mistrza Łotwy.
Wystąpił w wielu międzynarodowych turniejach, zwyciężając bądź dzieląc I miejsca w m.in. Goch (1992), Giessen (1992, wraz z Janem Adamskim), Würzburgu (1993), Dreźnie (1996), Schöneck/Vogtl. (1996, wraz z Peterem Endersem), Gonfreville (1999), Dianalundzie (2000), Kairze (2000),  Gausdal (2002, 2003, 2006), Montpellier (2002), Bussum (2003), Bogny-sur-Meuse (2003), Winterthurze (2003), Seefeld (2004, wraz z Arkadijem Rotsteinem), Schwäbisch Gmünd (2005), Chalkidiki (2005, wraz z Olegiem Korniejewem), Sztokholmie (2005/06, Rilton Cup, wraz z m.in. Eduardasem Rozentalisem i Tomi Nybäckiem), Reykjaviku (2007, dwukrotnie), Jyväskyli (2007), Pontypridd (2008) oraz Borupie (2010).
Najwyższy ranking w dotychczasowej karierze osiągnął 1 stycznia 2001 r., z wynikiem 2601 punktów zajmował wówczas 1. miejsce wśród łotewskich szachistów.